# Roman Skamene
Roman Skamene (* 2. října 1954 Planá u Mariánských Lázní) je český herec. Jedná se o jednoho z nejpopulárnějších českých herců malé postavy, který právě díky svému malému vzrůstu hrál ještě v době své faktické dospělosti dětské postavy. Mezi jeho nejznámější role patří dvojrole v televizním zpracování klasické předlohy Marka Twaina Princ a chuďas, příběh z doby po smrti anglického krále Jindřicha VIII. a jeho syna krále Edvarda VI. Z novějších rolí pak postava cholerického velitele z filmu Tankový prapor, natočeného podle námětu stejnojmenného románu Josefa Škvoreckého, nebo jako výrazná figura filmu o tzv. vekslácích Bony a klid. 
V pozdějších letech byla jeho kariéra poznamenána problémy s alkoholem.
Od roku 2024 umělecky spolupracuje  s Evropskou akademií vzdělávání.

## Filmografie (výběr)
- 1967 – Útěk
- 1969 – Záhada hlavolamu (podle románů Jaroslava Foglara Záhada hlavolamu a Stínadla se bouří – role: Červenáček)
- 1971 – Princ a chuďas (podle románu Marka Twaina)
- 1972 – Podezřelé prázdniny (minisérie) – role: Anders Bengtsson
- 1972 – Dívka na koštěti
- 1973 – Boříkovy lapálie (minisérie) – role: Roman
- 1973 – Javorová fujarka
- 1975 – Dvojí svět hotelu Pacifik
- 1975 – Zaklęte Rewiry
- 1976 – Koncert pre pozostalých
- 1976 – Osvobození Prahy
- 1976 – Odysseus a hvězdy
- 1977 – Zítra vstanu a opařím se čajem
- 1978 – Muž s orlem a slepicí
- 1980 – Princové jsou na draka – role: Jiří Hlaváček
- 1983 – Sestřičky
- 1985 – Falešný princ
- 1986 – Smrt krásných srnců
- 1987 – Bony a klid
- 1991 – Tankový prapor (film na námět románu Josefa Škvoreckého)
- 1992 – Trhala fialky dynamitem
- 1994 – Ještě větší blbec, než jsme doufali
- 2014 – Bony a klid 2[6][7]

## Televize
- 1993 – Arabela se vrací aneb Rumburak králem Říše pohádek – role: voják Jemelka
- 1997 – Senzibilšou
- 2017 – Modrý kód (postava: Roman Váňa)